# Salley
Salley és una població dels Estats Units a l'estat de Carolina del Sud. Segons el cens del 2000 tenia 410 habitants.

## Demografia
Segons el cens del 2000, Salley tenia 410 habitants, 165 habitatges i 110 famílies. La densitat de població era de 203 habitants/km².
Dels 165 habitatges en un 26,1% hi vivien nens de menys de 18 anys, en un 40% hi vivien parelles casades, en un 21,8% dones solteres, i en un 33,3% no eren unitats familiars. En el 30,3% dels habitatges hi vivien persones soles el 17,6% de les quals corresponia a persones de 65 anys o més que vivien soles. El nombre mitjà de persones vivint en cada habitatge era de 2,48 i el nombre mitjà de persones que vivien en cada família era de 3,1.
Per edats la població es repartia de la següent manera: un 22,9% tenia menys de 18 anys, un 8,8% entre 18 i 24, un 26,1% entre 25 i 44, un 22,2% de 45 a 60 i un 20% 65 anys o més.
L'edat mediana era de 40 anys. Per cada 100 dones de 18 o més anys hi havia 80,6 homes.
La renda mediana per habitatge era de 28.750 $ i la renda mediana per família de 41.250 $. Els homes tenien una renda mediana de 39.063 $ mentre que les dones 18.661 $. La renda per capita de la població era de 12.250 $. Entorn del 28,6% de les famílies i el 28,4% de la població estaven per davall del llindar de pobresa.

## Poblacions més properes
El següent diagrama mostra les poblacions més properes.